# Hof van Beroep van Luik

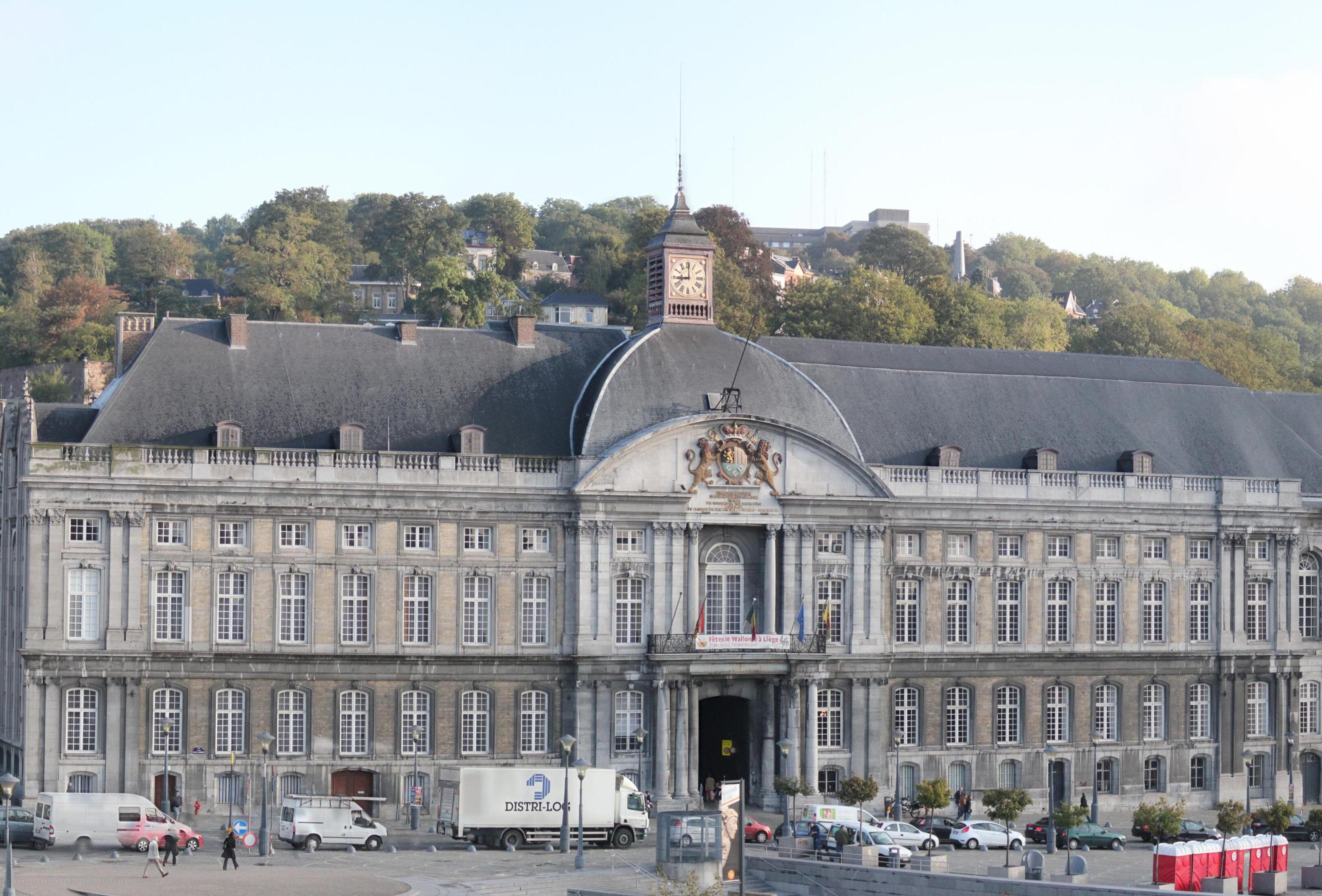

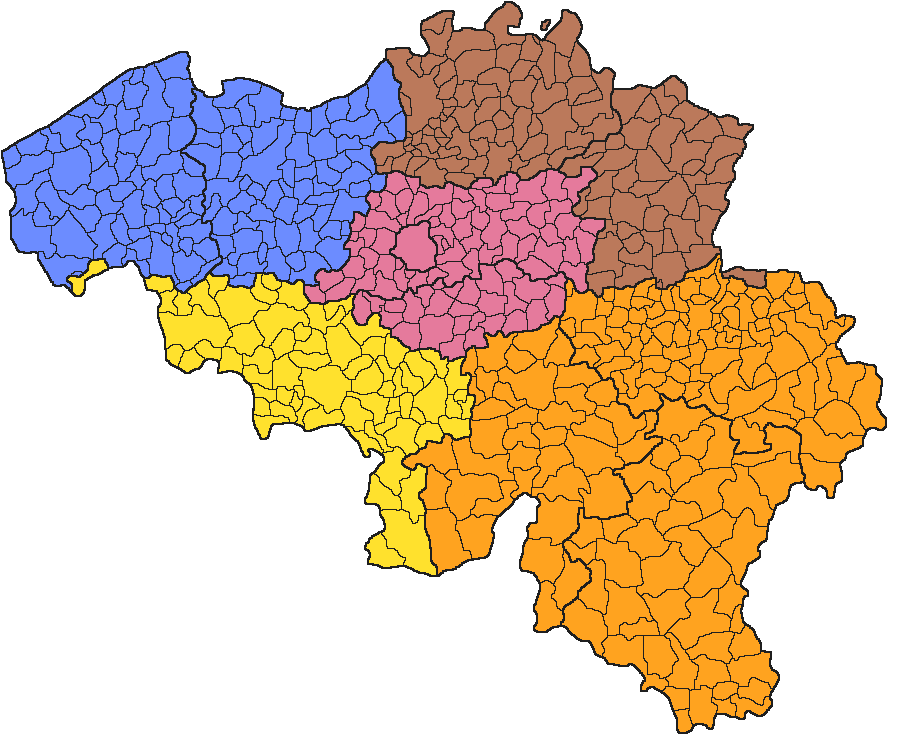
Rechtsgebied van het hof van Beroep van Luik (oranje kleur)

Het Hof van Beroep van Luik (Frans: Cour d'appel de Liège) is een van de vijf hoven van beroep in België. Het maakt deel uit van de piramidale rechterlijke organisatie en bestaat uit Franstalige en Duitstalige kamers. Territoriaal is het hof bevoegd voor het gerechtelijk gebied Luik, wat overeenkomt met de provincies Luik, Namen en het Luxemburg. De zetel van het hof is in het Paleis van de Prins-bisschoppen.

## Bevoegdheden
Materieel heeft Luik dezelfde civiele en penale bevoegdheden als de andere hoven van beroep. Het hof neemt kennis van de beroepen tegen de vonnissen van zes rechtbanken:
- de rechtbank van eerste aanleg van het gerechtelijk arrondissement Luik
- de rechtbank van eerste aanleg van het gerechtelijk arrondissement Namen
- de rechtbank van eerste aanleg van het gerechtelijk arrondissement Luxemburg
- de rechtbank van eerste aanleg van het gerechtelijk arrondissement Eupen
- de ondernemingsrechtbank van het gerechtelijk arrondissement Eupen
- de ondernemingsrechtbank van Luik (met afdelingen in Aarlen, Dinant, Hoei, Marche-en-Famenne, Namen, Neufchâteau en Verviers)

## Organisatie
Het bijzonder reglement van het Hof van Beroep van Luik voorziet in 26 kamers, waaronder de bureaus voor rechtsbijstand. De kamers zijn gegroepeerd in een civiele sectie, een penale sectie en een familie- en jeugdsectie. Er zijn kamers met drie magistraten en kamers met een alleenzetelende magistraat.

## Geschiedenis
Als voorloper van het Hof van Beroep van Luik kan de Gewone Raad van de Prinsbisschop (Conseil ordinaire) worden beschouwd, die kennis nam van het beroep tegen uitspraken van de Soevereine Schepenbank van Luik, het Hoog Leenhof en het Hoog Allodiaal Hof. Dit dekte het Franstalige deel van het prinsbisdom Luik (voor het graafschap Loon was er de Leenzaal van Kuringen). Om een arrest van de Gewone Raad aan te vechten, kon de rechtszoekende alleen nog naar het keizerlijke Rijkskamergerecht of naar de Rijkshofraad. 
In de Franse tijd werden deze instellingen op de schop genomen. De hertekeningen van het justitieapparaat volgden elkaar snel op. Vanaf de aanhechting werd de departementale organisatie van de Franse grondwet van 1795 ingevoerd, waarbij Luik als hoofdstad van het Ourthedepartement de beroepsrechtbanken kreeg: het Tribunal civil en het Tribunal criminel. De gerechtelijke reorganisatie van 1800 maakte Luik tot één van de 29 Franse steden met een Tribunal d'appel (bevoegd voor de departementen Ourthe, Samber en Maas en Nedermaas). De benaming evolueerde tot Cour d'appel en vervolgens Cour impériale. Het strafgerechtshof werd in 1800 omgevormd tot Cour de justice criminelle, vanaf 1810 genaamd Cour d'assises. 
Het rechtsgebied van het Luikse beroepshof varieerde nogal: in 1803 werd het Roerdepartement erbij gevoegd en in 1811 het Lippedepartement, maar tegen 1815 gingen die weer verloren. In plaats daarvan verwierf het hof onder het Verenigd Koninkrijk der Nederlanden de rechtsmacht over de provincie Luxemburg. Na de Belgische onafhankelijkheid volgde een zuivering van de magistratuur en werd Luik één van de drie hoven van beroep van het land, bevoegd voor de provincies Luik, Limburg, Namen en Luxemburg. Door de oprichting van het Hof van Beroep van Antwerpen in 1975 verloor Luik de rechtsmacht over Limburg.

## Voorzitterschap
Het hof van beroep wordt geleid door de eerste voorzitter. De volgende personen hebben dit ambt bekleed:
- Georges Moreau
- 2003-2009: Michel Joachim
- 2009-2019: Marc Dewart
- 2019-2022: Luc Lambrecht
- 2022-20...: Evelyne Lahaye

## Literauur
- Ulric Ernst, Organisation judiciaire du département de l'Ourthe (première période), 1877
- Ulric Ernst, Organisation judiciaire du département de l'Ourthe (deuxième période), 1878
- Ulric Ernst, De l'organisation judiciaire du département de l'Ourthe de 1799 à 1803, 1879 (La Belgique judiciaire, vol. 37, kol. 1425-1449)
- Ulric Ernst, La Cour de Liège sous Napoléon Ier, 1880  (La Belgique judiciaire, vol. 38, kol. 1393-1418)
- Ulric Ernst, La Cour de Liège de Napoléon Ier à Léopold Ier, 1881
- F.J. Müller, La Cour d'appel de Liège, son organisation et son personnel depuis son institution jusqu'à ce jour, 1903

## Voetnoten
1. ↑  Cour d'appel de Liège. — Règlement particulier (2014)
2. ↑  Édouard Poncelet, "Le Conseil ordinaire, tribunal d'appel de la Principauté de Liège', in: Bulletin de la Commission royale des anciennes lois et ordonnances, vol. XIII, 1re partie, 1929, p. 133-257
3. ↑  John Gilissen, Historische inleiding tot het recht, 1989, p. 133
4. ↑  Prosper Poullet, Institutions françaises de 1795 à 1814. Essai sur l'origine des institutions belges contemporaines, 1907, p. 663
5. ↑  John Gilissen, "L'ordre judiciaire en Belgique au début de l'indépendance (1830-1832)" in: Journal des tribunaux, 15 oktober 1983, p. 569
6. ↑  Artikel 95 van de toenmalige Belgische Grondwet en Loi du 4 août 1832 organique de l'ordre judiciaire